# Mohamed Makhlouf
Mohamed Makhlouf (ar. محمد مخلوف; ur. 10 listopada 1957) – syryjski lekkoatleta (średniodystansowiec), olimpijczyk.
Wziął udział w Letnich Igrzyskach Olimpijskich 1980 w Moskwie, gdzie uczestniczył w eliminacjach biegów na 800 i 1500 metrów. W eliminacyjnym biegu na 800 m zajął szóste miejsce (1:52,3), nie awansował jednak do dalszej części zawodów (31. wynik na 41 zawodników). Na dystansie 1500 m również nie przeszedł eliminacji, osiągnął ostatnie miejsce w swoim biegu (4:00,24) i nie uzyskał kwalifikacji do kolejnej rundy (37. rezultat wśród 40 biegaczy).
Rekordy życiowe: 800 m – 1:52,3 (1980), 1500 m – 3:58,0 (1981).